# Cristina Pereyra
María Cristina Pereyra (1964) é uma matemática venezuelana. É professora de matemática e estatística da Universidade do Novo México, autora de diversos livros sobre wavelets e análise harmônica.

## Formação e carreira
Foi membro da equipe venezuelana na Olimpíada Internacional de Matemática de 1981 e 1982. Obteve uma licenciatura em matemática em 1986 na Universidade Central da Venezuela.
Seguindo estudos de pós-graduação foi para a Universidade Yale, onde obteve um Ph.D. em 1993, com a tese Sobolev Spaces On Lipschitz Curves: Paraproducts, Inverses And Some Related Operators, orientada por Peter Wilcox Jones. Após trabalhar durante três anos como instrutora na Universidade de Princeton, passou a integrar a faculdade da Universidade do Novo México em 1996.

## Livros
Cristina Pereyra é autora ou editora de:
- Lecture Notes on Dyadic Harmonic Analysis (Second Summer School in Analysis and Mathematical Physics, Cuernavaca, 2000; Contemporary Mathematics 289, American Mathematical Society, 2001)[5]
- Wavelets, Their Friends, and What They Can Do For You (com Martin Mohlenkamp, EMS Lecture Series in Mathematics, European Mathematical Society, 2008)[6]
- Harmonic Analysis: from Fourier to Wavelets (com Lesley Ward, Student Mathematical Library 63, American Mathematical Society, 2012)[7]
- Harmonic Analysis, Partial Differential Equations, Complex Analysis, Banach Spaces, and Operator Theory: Celebrating Cora Sadosky's Life, Vols. I, II (editado com S. Marcantognini, A. M. Stokolos e W. Urbina, Association for Women in Mathematics Series, Springer, 2016 e 2017)

## References
1. ↑  Data de nascimento em ISNI authority control file, acessado em 2 de fevereiro de 2021.
2. ↑  Maria Cristina Pereyra, Olimpíada Internacional de Matemática, consultado em 2 de fevereiro de 2021
3. 1 2 3  Curriculum vitae (PDF), 14 de novembro de 2011, consultado em 3 de fevereiro de 2021
4. ↑  Cristina Pereyra (em inglês) no Mathematics Genealogy Project
5. ↑  Review of Lecture Notes on Dyadic Harmonic Analysis: Blasco, Oscar (2002),
6. ↑  Review of Wavelets, Their Friends, and What They Can Do For You, knaj (2011), European Mathematical Society.
7. ↑  Review of Harmonic Analysis: from Fourier to Wavelet, Catrina, Florin (October 2013), MAA Reviews